# Александро-Степановка
Александро-Степановка (укр. Олександро-Степанівка) — село в Александрийской городской общине Александрийского района Кировоградской области Украины

Население по переписи 2001 года составляло 152 человека. Почтовый индекс — 28025. Телефонный код — 5235. Код КОАТУУ — 3510390409.
Изначально село называлось Байдаковка, от фамилии местного помещика Байдакова.